# Unione Sportiva Dilettantistica Poggibonsi
L'U.S.D. Poggibonsi, meglio nota come Poggibonsi, è una società calcistica italiana con sede nella città di Poggibonsi, in provincia di Siena. Milita in Serie D, la quarta divisione del campionato italiano.
Fondato nel 1925, i colori sociali sono il giallo e il rosso. Disputa le partite di casa allo stadio Stefano Lotti.

## Storia

### I primi passi
Fondata nel 1925, per lunghi anni disputò campionati a carattere provinciale: la prima promozione in Serie C avvenne negli anni 40 e la permanenza in detto campionato durò soltanto 2 stagioni (1946-1947 e 1947-1948). La vera esplosione della società giallorossa, dopo una forte crisi economica negli anni post-bellici, si verificò negli anni '50, quando venne ottenuta la prima, storica, promozione in IV Serie (1955-1956). Tale torneo si rivelò, tuttavia, troppo difficile per il sodalizio giallorosso e la permanenza in categoria durò una sola stagione. Ma le basi per il futuro erano gettate: la IV Serie fu infatti di nuovo raggiunta alla fine degli anni '50 e stabilmente conquistata negli anni '60 e '70.

### Gli anni settanta
Quest'ultimo decennio fu ottimo per il Poggibonsi: nel 1973-1974, la squadra lottò testa a testa con la Sangiovannese nel tentativo di centrare la promozione in serie C, cedendo soltanto nello scontro diretto in programma a 5 giornate dalla fine. Tale sconfitta minò le certezze dei valdelsani, i quali persero tutte le partite restanti e conclusero con un 5º posto finale. Successivamente il Poggibonsi entrò in una fase di declino e nel 1977 arrivò la retrocessione in Promozione.

### Gli anni ottanta
Dopo essersi guadagnati il ritorno in Interregionale (ex IV Serie), infatti, il Poggibonsi inanellò una serie di campionati in cui sfiorò la promozione in Serie C2: nel 1984 il campionato fu perso per un punto a favore del Montevarchi mentre nel 1985 in un incidente stradale persero la vita due calciatori, Pellegrini e Niccolai, e altri due riportarono seri infortuni che ne impedirono il prosieguo della stagione. Nel 1986-1987, sebbene il campionato di Interregionale si concluse con la squadra giallorossa prima e imbattuta, dal momento che a pari merito con i Giallorossi si piazzarno gli umbri del Gubbio, fu necessario uno spareggio per stabilire la squadra che sarebbe salita in Serie C2. Lo spareggio fu disputato sul campo neutro di Perugia; la decisione fu giustificata dalla mancata disponibilità degli stadi di Terni e Viterbo, scelti inizialmente per l'incontro. L'equilibrio dell'incontro fu spezzato soltanto da una rete segnata dall'umbro Zoppis al 113'. L'anno successivo la compagine giallorossa vinse il torneo. Tuttavia al 7' della gara interna contro la Tiberis (vinta per 3-0), il centrocampista Stefano Lotti si accasciò al suolo, senza nessun contatto di gioco con gli avversari, e morì durante il trasporto in ospedale. A lui, nel gennaio successivo, fu intitolato il campo da gioco di Poggibonsi. Di quell'anno è da ricordare anche l'amichevole disputata contro la nazionale dell'Unione Sovietica: trovatasi in Italia per un incontro con la nazionale azzurra, i Russi disputarono una partitella di allenamento contro i Valdelsani e si imposero con il punteggio di 4-1 (primo tempo 1-1). Conquistata la C2, il Poggibonsi vi militò per 7 stagioni consecutive. Denso di soddisfazione fu il primo anno, conclusosi al 5º posto. Gli anni successivi, a parte qualche pesante scivolone, videro il Poggibonsi disputare stagioni da protagonista. Nel 1990-1991, addirittura, si laureò campione d'inverno, salvo poi crollare, alla distanza, nel girone di ritorno. Fu quella l'ultima buona stagione per i Leoni: dall'anno seguente iniziò un lento declino, in campo e sugli spalti, che portò il Poggibonsi al ritorno nei dilettanti nel 1995. In quelli anni si misero però in luce calciatori che in seguito avrebbero calcato anche i campi della massima serie (in ordine di tempo: Andrea Pistella nel Cagliari, Andrea Ivan nell'Ascoli e nell'Atalanta e, Bernardo Corradi che giocò anche in Nazionale.

### Casole d'Elsa, negli anni ottanta, divenne uno dei luoghi preferiti dall'U.S. Poggibonsi, per gli allenamenti pre-campionato
Negli anni ottanta l'U.S. Poggibonsi, nel pre-campionato, si allenava spesso a Casole d'Elsa. La società giallorossa valdelsana veniva ospitata nel vecchio Hotel Gemini, divenuto poi Hotel Terre di Casole, e svolgeva gli allenamenti nel vecchio campo sportivo della S.P. Casolese. L' U.S. Poggibonsi, per prestigio dovuto alla lunga militanza in serie C2,  è ritenuta la principale società calcistica della Valdelsa ed ha sempre avuto ottimi rapporti sia con il comune di Casole d'Elsa che con la società S.P. Casolese che, negli anni ottanta e non solo, ha accolto l'U.S. Poggibonsi con messaggi di grande amicizia così come hanno fatto anche altre società sportive valdelsane.

### Gli anni duemila
Nel 2001 avvenne il ritorno in C2 sotto la presidenza Niccolai. La squadra cambiò nome in Unione Sportiva Poggibonsi Valdelsa e, dopo una sofferta salvezza il primo anno, nel 2002-2003 la squadra giallorossa disputò una discreta stagione riuscendo persino a pareggiare allo stadio Artemio Franchi di Firenze per 1 a 1 contro la Florentia Viola, l'attuale Fiorentina. La nuova società avrebbe infatti dovuto coinvolgere tutte le altre realtà calcistiche valdelsane creando un'unica grande realtà della Valdelsa, tutt'oggi voluta da diversi sportivi, anche da molti dei vecchi sostenitori del Gracciano, dal 1972 amici dei sostenitori giallorossi valdelsani, e da tanti altri sostenitori di varie realtà calcistiche della Valdelsa che hanno sempre nutrito simpatie verso il Poggibonsi e sempre desiderato un'unica grande realtà calcistica della Valdelsa con sede centrale a Poggibonsi. La società venne poi esclusa dal successivo campionato di Serie C2 nell'estate seguente. Il calcio da Poggibonsi ripartì con la stessa società: il Poggibonsi Valdelsa, che era stato iscritto comunque ai campionati dilettantistici nel 2002-2003 e ottenne l'ammissione in Eccellenza.
A tali eventi seguirono buoni campionati: la squadra fu vincitrice dell'Eccellenza Toscana 2003-2004, quindi seconda con diritto al ripescaggio in Serie D nel 2004-2005 (ove è tornata all'antico nome US Poggibonsi) e terza nel 2005-2006. In quest'ultima stagione i giallorossi riuscirono in particolare a detenere a lungo la testa del campionato, salvo poi perderla a vantaggio della Fortis Spoleto con una lunga serie di passi falsi. Gli umbri però fallirono nell'estate seguente lasciando il posto al Poggibonsi, per via della rinuncia della seconda classificata Fortis Juventus al ripescaggio, consentendo così ai giallorossi di ritornare a giocare in Serie C2 dopo soli tre anni dalla retrocessione. Il campionato 2006-2007 in C2 girone B nonostante un inizio critico si è concluso con la salvezza diretta.
La nuova stagione 2007-2008 per il Poggibonsi è iniziata con rinnovate ambizioni; tuttavia alcune prestazioni non all'altezza delle aspettative hanno portato la società ad esonerare l'allenatore Carlo Caramelli, rimpiazzato dall'ex Fiorentina Luciano Chiarugi, che è riuscito a guidare la squadra ad un passo dai play-off. Il non brillante inizio della stagione 2008-2009 ha fatto saltare la panchina del tecnico pisano, che è stato rimpiazzato da Francesco Buglio. La squadra disputa i play-out contro il San Marino retrocedendo dopo aver perso 3-1 fuori casa e vinto 1-0 a Poggibonsi.

### Gli anni duemiladieci
Nel 2009-2010 però partecipa ancora al campionato di Lega Pro Seconda Divisione essendo stata ripescata dopo il fallimento di 9 squadre. Inizia la stagione allenata da Delrosso, proveniente dalle giovanili dell'Empoli e con solo 5 giocatori della precedente stagione. Ma alla fine del girone d'andata i giallorossi sono ultimi e la società cambia ancora allenatore sostituendo l'allenatore empolese con Aldo Firicano, ex libero di Cagliari e Fiorentina. La squadra riesce a risalire in classifica grazie all'ultima parte di stagione con un solo ko nelle ultime sette partite agguantando i play-out. Gioca gli spareggi salvezza contro il Bellaria conquistando la permanenza tra i professionisti con un gol di Felice Prevete in Romagna e pareggiando 0-0 in casa.
Il 5 luglio 2010 viene rinnovato il contratto di allenatore a Firicano per la stagione successiva.
La Lega Pro Seconda Divisione 2010-2011 inizia bene per i giallorossi, che si collocano stabilmente nella prima parte della classifica nei primi mesi ed arrivano a toccare il 3º posto in graduatoria ai primi di dicembre. Nel periodo natalizio però la squadra perde tre partite su quattro ed a fine gennaio la società decide di esonerare mister Firicano, sostituito con Antonio Soda a partire dal 4 febbraio. La squadra chiude il campionato in ottava posizione ed a fine stagione Soda lascia la panchina giallorossa. Nell'estate 2011 la società giallorossa presenta la propria candidatura per un eventuale ripescaggio in Prima Divisione, che non viene accolta dalla Federazione.
Nel 2011-2012 la squadra viene rinnovata in modo massiccio e sulla panchina viene posto Fabio Fraschetti proveniente dalla Sangiovannese. Il Poggibonsi alterna ottime prestazioni e debacle riuscendo comunque a resistere per gran parte della stagione intorno al sesto posto, ultimo valido per l'accesso ai play-off. Alla fine termina però ottava, vincendo solo uno degli ultimi 5 incontri. A fine maggio 2012 il contratto di Fraschetti viene ugualmente prolungato per un altro anno. Il tecnico laziale verrà però esonerato il successivo 2 dicembre con la squadra al settimo posto e sostituito dall'allenatore in seconda Stefano Polidori, tecnico di origini poggibonsesi.. Polidori inizia la sua avventura con i Leoni con una sconfitta (in casa dell'Arzanese per 2-1) ma riesce poi ad inanellare una serie di risultati positivi che proiettano il Poggibonsi in piena zona play-off raggiungendo anche la terza piazza provvisoria. Fatali sono però per il tecnico le due sconfitte casalinghe contro Pontedera (2-3) ed Aprilia (1-2) ed il pareggio (0-0) contro il Gavorrano che costano l'esonero al tecnico. Il 3 aprile 2013 Fabio Fraschetti torna sulla panchina dei giallorossi espugnando il terreno di gioco dell'Aversa Normanna (0-1 in extremis). I Leoni arrivano all'ultima di campionato con gli stessi punti (50) del Teramo per giocarsi l'ultima posizione valida per l'accesso ai play-off. I Leoni vincono con il Folingo per 2-1 (condannando gli umbri alla retrocessione in Serie D) ma nel frattempo a Teramo gli abruzzesi superano la Salernitana per 4-1. Il Teramo si aggiudica l'ultima piazza play-off per il maggior numero di reti segnate nel campionato essendo pari con i Leoni negli scontri diretti ed anche nella differenza reti. Il Poggibonsi conclude così il campionato 2012-2013 al settimo posto con un totale di 53 punti.
Nella stagione 2013-2014 i Leoni rivoluzionano e ringiovaniscono la rosa ripartendo dal capitano Manuel Pera e dal nuovo mister Marco Tosi, già collaboratore tecnico di Walter Mazzarri ai tempi del Livorno. La squadra risulta essere quella con l'età media più giovane di tutta la Lega Pro. Il Poggibonsi inizia così il proprio cammino nel campionato di Seconda Divisione: con la riforma dei campionati a fine stagione saranno infatti nove squadre a girone a retrocedere in Serie D in vista dell'unificazione della Lega Pro nella stagione successiva. Alla prima giornata i giallorossi pareggiano per 1-1 in casa con la Casertana (gol giallorosso di Baldassin) e la truppa di Mister Tosi conclude il girone di andata in posizione di metà classifica. Nel mercato invernale il capitano Manuel Pera viene ceduto al Pontedera in Prima Divisione. Nel girone di ritorno i giallorossi invece iniziano bene ma nel mese di febbraio incappano in un trend negativo di risultati che costa la panchina a Marco Tosi. Al suo posto arriva in Viale Marconi Archimede Graziani (ex Mantova), ma il Poggibonsi sembra aver smarrito il gioco che lo aveva contraddistinto nel girone di andata e chiude il campionato al 16º posto retrocedendo così matematicamente in Serie D il 13 aprile 2014 dopo la sconfitta casalinga subita contro la Vigor Lamezia per 0-2.
La stagione 2014-2015, dunque, il Leone riparte dalla Serie D. La discesa di categoria è, tuttavia, resa meno amara dal fatto di trovare nel proprio girone la Robur Siena, fallita e iscritta, appunto, nella quarta serie nazionale. Con i Bianconeri inizierà un testa a testa, conclusosi solo all'ultima giornata a favore dei senesi.
La stagione 2015-2016 vede il Poggibonsi partire in sordina:dopo 7 giornate i giallorossi sono a metà classifica e dopo il pari contro lo Scandicci dell'11 ottobre 2015 mister Ghizzani viene esonerato per far posto nuovamente a Fusci che traghetterà i leoni fino al 4º posto finale. Ai play-off incontrano il Gavorrano dove usciranno sconfitti perdendo 2-1 in pieno recupero per effetto di un gol di Rubechini per i padroni di casa.
La stagione 2016-2017 è invece per i colori giallorossi deludente: con l'arrivo di Andrea Mosconi in panchina i Leoni non furono mai in lotta per la salvezza rimanendo ultimi per gran parte della stagione e furono condannati alla retrocessione in Eccellenza dopo la sconfitta contro il Lentigione a Brescello del 13 aprile 2017.
La stagione di ritorno in Eccellenza si concluse con un 4º posto finale che permise ai Poggibonsesi di giocarsi i play-off promozione contro il Grosseto, cadendo però con il risultato di 4-0. Nell'annata successiva, il Poggibonsi ha effettuato un campionato di vertice, ma si è dovuto arrendere al Grassina durante la stagione regolare e al Porto Sant'Elpidio nella finale degli spareggi nazionali, restando, pertanto, in Eccellenza anche per la stagione 2019-2020. Il ritorno in Serie D avviene al termine della stagione 2020-2021 quando i giallorossi si impongono in uno dei gironi di Eccellenza Toscana ripartiti in primavera dopo la sospensione dei campionati per l'emergenza Covid-19.

## Colori e simboli

### Colori
I colori sociali del Poggibonsi sono il giallo e il rosso, mutuati dallo stemma del comune. Questi colori nella maglia casalinga assumono normalmente una disposizione palata.

### Simboli ufficiali

#### Stemma
Lo stemma del Poggibonsi è uno scudo di forma triangolare, partito a sinistra di un fondo bianco e a destra di una palatura gialla e rossa, in posizione centrale è presente un leone, simbolo del comune, anche se in questo caso mancano i tre gigli presenti nello stemma del comune, mentre nella parte superiore compare la denominazione societaria.

#### Inno
L'inno del Poggibonsi si intitola Forza Leoni!

## Strutture

### Stadio
La sede delle gare interne è lo stadio Stefano Lotti, costruito nel 1912 e intitolato a Stefano Lotti, deceduto per un arresto cardiaco durante la gara interna di ritorno contro la Tiberis Umbertide nella stagione 1987-1988. L'impianto dispone di un campo erboso, circondato da una pista d'atletica e da due tribune: una coperta sul lato ovest (capace di ospitare circa 1000 spettatori) e l'altra scoperta sul lato est, con una capienza totale di 2513 posti.

### Centro di allenamento
Il Poggibonsi si allena allo stadio Stefano Lotti.

## Società

### Organigramma societario
- Lorenzo D'Aloisio - Presidente onorario
- Giuseppe Vellini - Presidente
- Mario Volterrani - Vicepresidente
- Giacomo Guidi - Direttore generale
- Jacopo Galbiati - Direttore Sportivo
- Andrea Signorini - Team Manager
- Massimo Ghini - Segretario generale
- Andrea Agresti - Responsabile Marketing e Comunicazione
- Giulia Milanesi - Addetto stampa
- Silvaro Benelli - Speaker ufficiale
- Candido Martini - Resp. magazzino
- Mario Giovani - Addetto campo e responsabile manutenzione

La società ha sede in Viale Marconi, 105 a Poggibonsi.

### Sponsor
- 1978-2009 ...
- 2009-2016 Erreà[9]
- 2016- Macron

### Settore giovanile
Il settore giovanile del Poggibonsi vanta come miglior risultato la vittoria di un Campionato Juniores Nazionali nel 2015-2016.

## Allenatori e presidenti
- 1925-1943 ...
- 1943-1945 Inattivo
- 1945-1958 ...
- 1958-?  Ferrero Alberti
- ?-1961 ...
- 1961-1962  Giuliano Grandi (1º-?)
 Rodolfo Agostini (?-34º)
- 1962-? ...
- ?-?  Gino Manni
- ?-1972 ...
- 1972-1974  Uliano Vettori
- 1974-1975  Vito Galgani
- 1975-1976  Claudio Rimaldo
- 1976-1977  Vito Galgani
- 1977-1986 ...
- 1986-1991  Uliano Vettori
- 1991-1992  Massimo Morgia
- 1992-1993  Franco Melani
- 1993-1994  Maurizio Londi
- 1994-1995  Maurizio Londi (1º-17º)
 Guido Fanti (18º)
 Uliano Vettori (19º-34º)
- 1995-1996  Roberto Galbiati
- 1996-1997  Salvatore Polverino (1º-?)
 Luciano Vescovi (?-34º)
- 1997-1998  Luciano Vescovi
- 1998-1999  Brunero Bianconi (1º-?)
 Roberto Malotti (?-34º)
- 1999-2000  Lamberto Magrini
- 2000-2001  Paolo Indiani
- 2001-2002  Paolo Indiani (1º-13º)
 Fabrizio Tazzioli (14º-34º e play-out)
- 2002-2003  Fabrizio Tazzioli
- 2003-2004  Massimo Fusci
- 2004-2005  Paolo Valori
- 2005-2006  Paolo Valori (1º-?)
 Maurizio Londi (?-34º e play-off)
- 2006-2007  Massimo Fusci
- 2007-2008  Carlo Caramelli (1º-13º)
 Luciano Chiarugi (14º-34º)
- 2008-2009  Luciano Chiarugi (1º-7º)
 Francesco Buglio (8º-34º e play-out)
- 2009-2010  Fabrizio Del Rosso (1º-10º)
 Aldo Firicano (11º-34º e play-out)
- 2010-2011  Aldo Firicano (1º-18º)
 Antonio Soda (19º-30º)
- 2011-2012  Fabio Fraschetti
- 2012-2013  Fabio Fraschetti (1º-14º)
 Stefano Polidori (15º-28º)
 Fabio Fraschetti (29º-34º)
- 2013-2014  Marco Tosi (1º-26º)
 Archimede Graziani (27º-34º)
- 2014-2015  Massimo Fusci
- 2015-2016  Marco Ghizzani (1º-13º)
 Massimo Fusci (13º-34º play-off)
- 2016-2017  Andrea Mosconi (1º-14º)
 Alessio Lucia (15º-17º)
 Andrea Mosconi (18º-24º)
 Leonardo Ceccherini (25º-34º)
- 2017-2019  Alessio Bifini
- 2019-2020  Antonio Cioffi (1º-17º)
 Maurizio Cerasa (18º-23º)
 Daniele Latini (24º-25º)
- 2020-  Stefano Calderini

- 1925-1943 ...
- 1943-1945 Inattivo
- 1945-1972 ...
- 1972-1973  Aldo Borrani
- 1973-1976  Giancarlo Stricchi
- 1976-1977  Silvio Mazzuoli
- 1977-1988 ...
- 1988-1993  Alberto Secchi
- 1993-1995  Giorgio Giorli
- 1995-1997  Lorenzo D'Aloisio
- 1997-2000  Sergio Tanzini
- 2000-2004  Luano Niccolai
- 2004-2009  Mario Volterrani
- 2009-2016  Antonello Pianigiani
- 2016-2017  Gianluca Vitiello
 Gaetano Mesce
- 2017-2019  Gaetano Mesce
- 2019-  Giuseppe Vellini

## Calciatori

### Capitani
- ... (1925-1943)
- Inattivo (1943-1945)
- ... (1945-2011)
- Manuel Pera (2011-2014)
- Lorenzo Tafi (2014-2015)
- Giovanni Foderaro (2015-2016)
- Gerardo Masini (2016-2017)
- Jacopo Galbiati (2017-2021)

## Palmarès

### Competizioni interregionali
- Campionato Interregionale: 1

1987-1988 (girone F)
- Serie D: 1

2000-2001 (girone E)

### Campionati regionali
- Eccellenza: 2

2003-2004 (girone B), 2020-2021 (girone B)
- Promozione: 3

1954-1955 (girone C), 1971-1972, 1982-1983 (girone B)
- Prima Categoria: 2

1959-1960 (girone C), 1960-1961 (girone C)
- Prima Divisione: 1

1945-1946 (girone D)

### Competizioni giovanili
- Campionato Juniores Nazionali: 1

2015-2016

## Statistiche e record

### Partecipazione ai campionati
| Livello | Categoria                       | Partecipazioni | Debutto   | Ultima stagione | Totale |
| ------- | ------------------------------- | -------------- | --------- | --------------- | ------ |
| 3º      | Serie C                         | 2              | 1946-1947 | 1947-1948       | 2      |
| 4º      | IV Serie                        | 1              | 1955-1956 | 1955-1956       | 41     |
| 4º      | Campionato Interregionale       | 2              | 1957-1958 | 1958-1959       | 41     |
| 4º      | Serie D                         | 21             | 1961-1962 | 2025-2026       | 41     |
| 4º      | Serie C2                        | 11             | 1988-1989 | 2007-2008       | 41     |
| 4º      | Lega Pro Seconda Divisione      | 6              | 2008-2009 | 2013-2014       | 41     |
| 5º      | Campionato Interregionale       | 5              | 1983-1984 | 1987-1988       | 13     |
| 5º      | Campionato Nazionale Dilettanti | 4              | 1995-1996 | 1998-1999       | 13     |
| 5º      | Serie D                         | 4              | 1999-2000 | 2005-2006       | 13     |

### Partecipazione alle coppe
| Competizione          | Partecipazioni | Debutto   | Ultima stagione | Totale |
| --------------------- | -------------- | --------- | --------------- | ------ |
| Coppa Italia          | 1              | 2015-2016 | 2015-2016       | 1      |
| Coppa Italia Serie C  | 11             | 1988-1989 | 2007-2008       | 16     |
| Coppa Italia Lega Pro | 5              | 2008-2009 | 2013-2014       | 16     |
| Coppa Italia Serie D  | 12             | 1999-2000 | 2025-2026       | 12     |
| Coppa Ottorino Mattei | 1              | 1957-1958 | 1957-1958       | 1      |
| Poule Scudetto        | 1              | 2000-2001 | 2000-2001       | 1      |
| Trofeo Jacinto        | 1              | 1988      | 1988            | 1      |

## Tifoseria

### Storia
Come in quasi tutta Italia, anche a Poggibonsi il movimento ultras al seguito dei giallorossi nasce negli anni Settanta. Dopo alcuni gruppi pionieristici come i Lion's Supporters e i Vigilantes, la svolta arriva nel 1978 con la fondazione degli Old Lions Supporters, attivi fra alti e bassi fino a metà degli anni '10.
Nell'estate 2004 nasce il gruppo Ultras Poggibonsi che guiderà la Gradinata fino al suo scioglimento avvenuto nel 2011.
Attualmente il tifo giallorosso è guidato dal gruppo Poggibonsi 1925 - Passione Orgoglio Tradizione, sigla che ha riunito sotto un unico striscione tutte le varie anime rimaste in Gradinata.
La tifoseria valdelsana giallorossa è apartitica e allo stadio, nel settore del tifo organizzato, è sempre stata rifiutata l'esposizione di qualsiasi bandiera di partito.

### Gemellaggi e rivalità
La prima amicizia siglata dai sostenitori del Poggibonsi risale al 1972 ed è stata quella con i valdelsani del Gracciano che, nel corso degli anni, hanno più volte citato come "fratelli" i giallorossi del Poggibonsi; altre amicizie con il Foligno, nata negli anni ottanta e con i tifosi della Sangiovannese, ufficialmente dal 2002. C'è anche una stretta un'amicizia anche con i tifosi del Pavia. Fino agli anni novanta è esistita un'amicizia anche con la tifoseria del Grosseto.
La principale rivalità è quella con il  Siena, la cui tifoseria è storicamente invisa a quelle delle squadre provinciali (soprattutto dalle tifoserie delle squadre valdelsane )   , anche se gran parte dei tifosi del Siena hanno quasi sempre "snobbato" la partita con i valdelsani giallorossi, ma per il Poggibonsi questo derby è sentitissimo e non mancano coreografie, striscioni e offese. La tifoseria bianconera però riconosce che la parte "ghibellina" di Siena, nel medioevo, aveva una rivalità verso tutta la Valdelsa guelfa, soprattutto dopo la battaglia avvenuta in Valdelsa nel 1269, ma in questo caso si tratta di rivalità medioevali e non sportive. Altre rivalità sono con la Colligiana, con il Gubbio, a causa dello spareggio disputato sul campo neutro di Perugia nel 1987;  Rivalità con gli ultras del Cecina. Una rivalità esiste anche con la tifoseria del Montevarchi, anche in onore del gemellaggio con la Sangiovannese, altra grande rivale delle aquile rossoblù.